# Liedform
Als Liedform bezeichnet man die einfachste musikalische Satzform. Der Begriff leitet sich vom gesungenen Volkslied ab. Er wurde 1839 von Adolf Bernhard Marx geprägt.
Nicht zu verwechseln ist die Liedform mit dem Lied, das aus mehreren Strophen und einem Kehrvers aufgebaut sein kann. Vielmehr handelt es sich hierbei um einen Begriff aus der musikalischen Formenlehre. Insofern ist die Verwendung des Begriffes nicht auf das gesungene Lied beschränkt, sondern kann sich auch auf Instrumentalmusik sowie auf strophische Gedichte beziehen. So sind beispielsweise in vielen Sonaten und Sinfonien die langsamen Sätze in Liedform komponiert, und viele poetische Texte heißen Lieder, auch wenn es keine Singweise dazu gibt.
Man unterscheidet ein-, zwei- und dreiteilige Liedformen.

## Einteilige (einfache) Liedform
Nur ein einziges musikalisches Motiv wird ausgeführt, bevor die Melodie zur Tonika zurückkehrt. Das Motiv kann dabei aus zwei oder drei Teilen bestehen, die Wiederholungen (ggf. mit variiertem Schluss) darstellen, oder auch andersartig sein (Möglichkeiten für die Untergliederung des einen Teils in zwei Satzglieder sind a – a, a – a' und a – b; für drei Satzglieder a – a – a, a – a – b, a – b – c usw.).

## Zweiteilige oder zweisätzige Liedform
Sie besteht aus zwei deutlich voneinander abgehobenen Abschnitten, von denen der erste oft auf der Dominante endet, der zweite dagegen zur Tonika zurückführt (Möglichkeiten: A – A, A – A', A – B). Diese Form ist die Grundlage für die meisten Tänze und Märsche.

## Dreiteilige oder dreisätzige Liedform
Die dreiteilige Liedform hat oft den Ablauf A – B – A, das heißt: Anfangsteil – kontrastierender Mittelteil – Wiederholung des Anfangsteils. Die dreiteilige Liedform findet sich u. a. im zweiten Satz der Klaviersonate sowie in Sinfonie und Sonate im Scherzo und Menuett, häufig auch in den langsamen Sätzen wieder. Außerdem ist sie typisch für viele Volks- und Kinderlieder (z. B. Alle Vögel sind schon da, Morgen kommt der Weihnachtsmann oder Weißt du, wie viel Sternlein stehen)
Unterformen:
- Bogen- oder Brückenform (A – B – A oder A – B – A'; ggf. auch mit Wiederholung: |: A :||: B – A :|). In der Instrumentalmusik z. B. die Grundlage für das Menuett mit einem Trio als Mittelteil
- Barform oder auch Kanzonenform: besonders im Minnesang und Meistersang häufige Form mit den Teilen Stollen – Stollen – Abgesang (A – A – B)
- Gegenbarform: A – B – B
- Reprisenbarform oder auch Rundkanzone: der Stollen wird nach dem Abgesang identisch oder variiert wiederholt (A – A – B – A; A – A' – B – A; A – A' – B – A"). Diese Form findet sich häufig in der Popmusik und im Jazz und heißt daher auch Songform.